# Mesosa hirsuta brevihirsuta
Mesosa hirsuta brevihirsuta es una subespecie de escarabajo longicornio del género Mesosa, categorizada en la tribu Mesosini, de la subfamilia Lamiinae. Fue descrita por Makihara en 1980.

## Descripción
Mide 13,3-15 mm de longitud.

## Distribución
Se distribuye por Japón.